# 1880 a jogalkotásban
1880-ban az alábbi jogszabályokat alkották meg:

## Törvények
- 1880. évi I. törvénycikk A phylloxera vastatrix rovar ellen követendő rendszabályok ügyében kötött nemzetközi egyezmény beczikkelyezéséről
- 1880. évi II. törvénycikk A phylloxera vastatrix rovar ellen követendő rendszabályok ügyében kötött és az 1880:I. törvénycikk által beczikkelyezett nemzetközi egyezményből folyó ideiglenes intézkedésekről
- 1880. évi III. törvénycikk Az ország némely részeiben jelentkező inség elháritására szükséges költségek fedezéséről
- 1880. évi IV. törvénycikk Az ország némely inséges vidékén vetőmagban szükölködő községek által felveendő kölcsönök állami közvetitéséről
- 1880. évi V. törvénycikk Az 1880. évi államháztartási hiány részbeni fedezéséről
- 1880. évi VI. törvénycikk Bosznia és Herczegovinának az 1878. évi julius 13-án kelt berlini szerződés által, az osztrák-magyar monarchiára átruházott közigazgatása tekintetében szükséges intézkedésekről
- 1880. évi VII. törvénycikk A hátralékos szőlődézsmaváltsági tartozások befizetéséről
- 1880. évi VIII. törvénycikk Az államkölcsönök tőketörlesztési évi járadékainak fedezéséről
- 1880. évi IX. törvénycikk A földtehermentesitési kötvények törlesztéséről
- 1880. évi X. törvénycikk Az 1880. év első negyedében viselendő közterhekről és fedezendő államkiadásokról szóló 1879:XLVI. törvénycikk hatályának kiterjesztéséről az 1880. év május 31. napjáig
- 1880. évi XI. törvénycikk A szörénymegyei ideiglenes közigazgatási rendszernek három évre való fentartásáról szóló 1877:IV. törvénycikk hatályának további egy évre való kiterjesztése iránt
- 1880. évi XII. törvénycikk Az 1875:VI. törvénycikk 1. §-ában foglalt rendelkezés kivételes felfüggesztéséről
- 1880. évi XIII. törvénycikk Az osztrák-magyar banknak az 1878:XXV. törvénycikkhez mellékelt alapszabályai 82. czikkében foglalt, a bankjegyeken alkalmazandó czimerről szóló rendelkezés függőben tartásáról
- 1880. évi XIV. törvénycikk A szegényjog kölcsönös biztositása tárgyában Francziaországgal 1879. évi május 14-én kötött szerződésről
- 1880. évi XV. törvénycikk A Szeged szab. kir. város törvényhatóságába kiküldött királyi biztos kinevezéséről és hatásköréről szóló 1879:XX. törvénycikk érvényének meghosszabbitásáról
- 1880. évi XVI. törvénycikk Uj-Szeged községnek Szeged szab. kir. várossal való egyesitéséről
- 1880. évi XVII. törvénycikk Szeged szab. kir. város ujjáépitésének keresztülviteléről s az erre szükséges költségek viseléséről
- 1880. évi XVIII. törvénycikk Szeged szab. kir. város területén emelendő épitmények adómentességéről
- 1880. évi XIX. törvénycikk A Szeged szab. kir. város területének árviz elleni biztositására 1879. évben tett munkálatok költségeinek viseléséről és az államkincstárból Szeged városnak ugyanezen évben adott előleg-összeg megtéritésének elengedéséről
- 1880. évi XX. törvénycikk A Tisza és mellékfolyói mentében alakult vizszabályozó és ármentesitő társulatok és Szeged szab. kir. város részére kötendő állami kölcsönről
- 1880. évi XXI. törvénycikk Az 1880. évi államköltségvetésről
- 1880. évi XXII. törvénycikk A Belgiummal az áruvédjegyek ótalma tárgyában 1880. évi január 12-én kötött egyezményről
- 1880. évi XXIII. törvénycikk A honvédelmi ministerium 1879. évi költségvetésének elhelyezési rovatában, az 1879:XXXVI. törvénycikk által előidézett elszállásolási költségtöbbletnek fedezésére szolgáló póthitelről
- 1880. évi XXIV. törvénycikk A Fiumei kikötő Zichy-molóján egy tervezett tárház épitésére felveendő kölcsönről és annak fedezéséről
- 1880. évi XXV. törvénycikk A Fiume és a nyugat-európai kikötők közt rendes gőzhajózási összeköttetés létesitéséről
- 1880. évi XXVI. törvénycikk A keleti marhavész elleni intézkedésekről szóló 1874:XX. törvénycikk kiegészitése és módositásáról
- 1880. évi XXVII. törvénycikk A hadmentességi dijról
- 1880. évi XXVIII. törvénycikk A kereskedelmi és forgalmi viszonyoknak a Németbirodalommal további ideiglenes rendezése tekintetéből, 1880 ápril 11-én létrejött egyezmény beczikkelyezéséről
- 1880. évi XXIX. törvénycikk A kikészitési forgalomnak a német vámterülettel 1881. június 30-áig leendő szabályozásáról
- 1880. évi XXX. törvénycikk A m. kir. honvédség részére Szegeden egy tiszti lakház és egy laktanya épitésére megkivántató költségek fedezéséről
- 1880. évi XXXI. törvénycikk A helyi érdekű vasutakról
- 1880. évi XXXII. törvénycikk A szamosvölgyi másodrendű vasut kiépitése tárgyában
- 1880. évi XXXIII. törvénycikk A nyitra-nagytapolcsányi másodrendü vasut kiépitése tárgyában
- 1880. évi XXXIV. törvénycikk A gőzmalmokról
- 1880. évi XXXV. törvénycikk A szerb fejedelemséggel 1880. évi április 9-én/márczius 28-án kötött vasuti egyezményről
- 1880. évi XXXVI. törvénycikk A hatóságok és közhivatalnokok által kiállitott vagy hitelesitett okiratok hitelesitése tárgyában, a német birodalommal 1880 február 25-én kötött szerződésről
- 1880. évi XXXVII. törvénycikk A magyar büntető-törvénykönyvek (1878:V. törvénycikk és 1879:XL. törvénycikk) életbeléptetéséről
- 1880. évi XXXVIII. törvénycikk A tiszavidéki vasut megváltásáról és az ennek kapcsán teendő intézkedésekről
- 1880. évi XXXIX. törvénycikk Szeged mentén a Tisza folyó ármedrének kiszélesitéséről, valamint a szegedi rakpart és a tiszai állandó híd épitéséhez megkivántató póthitelről
- 1880. évi XL. törvénycikk  Az 1880. év folyamában a Dunán teljesitendő szabályozási munkák tárgyában
- 1880. évi XLI. törvénycikk A Budapest főváros által felveendő kölcsön bélyeg- és adómentességéről
- 1880. évi XLII. törvénycikk A Budapestről Zimonynál az ország határáig épitendő vasutról és ahhoz csatolandó szárnyvonalakról
- 1880. évi XLIII. törvénycikk Az 1877:XXVI. törvénycikkben megállapitott vasuthálózat kiegészitéséről, az abban foglalt némely határozat módositásáról
- 1880. évi XLIV. törvénycikk A zágráb-károlyvárosi vasutvonal megvétele iránti szerződés beczikkelyezéséről
- 1880. évi XLV. törvénycikk Az ország erdélyi részeiben, továbbá a volt Kraszna, Közép-Szolnok, Zaránd megyék és a volt Kővárvidék területén a birtokrendezési, arányositási és tagositási ügyekben követendő eljárásról
- 1880. évi XLVI. törvénycikk A telekkönyvi rendeletek pótlásáról és módositásáról
- 1880. évi XLVII. törvénycikk A czukoradóról szóló 1878:XXIII. törvénycikk módositásáról
- 1880. évi XLVIII. törvénycikk Az 1877. évi közösügyi zárszámadásra alapitott leszámolás szerint, Magyarország terhére mutatkozó tartozás fedezéséről
- 1880. évi XLIX. törvénycikk Az 1879. évi közösügy költségekre a magyar korona országai által pótlólag fizetendő összegekről
- 1880. évi L. törvénycikk A Barcs és Terezienfeld között, a Dráva folyón épitendő állandó hid tárgyában
- 1880. évi LI. törvénycikk A királyi közjegyzők dijairól
- 1880. évi LII. törvénycikk A népszámlálásról
- 1880. évi LIII. törvénycikk A törvénytár, törvénygyüjtemény és rendeletek tárának kiadásáról és elárusitásáról
- 1880. évi LIV. törvénycikk A Magyarország s Horvát-Szlavon-Dalmátországok közt létrejött pénzügyi egyezmény beczikkelyezéséről
- 1880. évi LV. törvénycikk Krassó és Szörény megye egyesitéséről
- 1880. évi LVI. törvénycikk A megyék 1881. évi közigazgatási, árva- és gyámhatósági kiadásainak fedezéséről
- 1880. évi LVII. törvénycikk Az 1881. évi államköltségvetésről
- 1880. évi LVIII. törvénycikk Az állandó országház épitéséről
- 1880. évi LIX. törvénycikk A hadmentességi dijról szóló 1880:XXVII. törvénycikk 6. §-ának ideiglenes módositásáról
- 1880. évi LX. törvénycikk Az 1875:XXIV. törvénycikk 4. § 10. pontjának módositásáról
- 1880. évi LXI. törvénycikk A vasuti és gőzhajózási szállitás használatának megadóztatásáról szóló 1875:XX. törvénycikk némely határozmányainak módositásáról
- 1880. évi LXII. törvénycikk Az 1881. évben kiállitandó ujoncz- és póttartaléki jutalékok megajánlása tárgyában
- 1880. évi LXIII. törvénycikk A budapesti vasuti hidon átszállitott árukért fizetendő hidvámról
- 1880. évi LXIV. törvénycikk Az 1870:XVI. és az 1877:V. törvénycikk pótlásáról
- 1880. évi LXV. törvénycikk A Budapest főváros által felállitandó közraktárak segélyezésére az állam részéről nyujtandó kedvezményekről
- 1880. évi LXVI. törvénycikk  Az állami számvevőszék belszervezetéről, ügykezeléséről és az állami adósságok ellenőrzésére vonatkozó hatásköréről